# 千光寺 (尾道市)

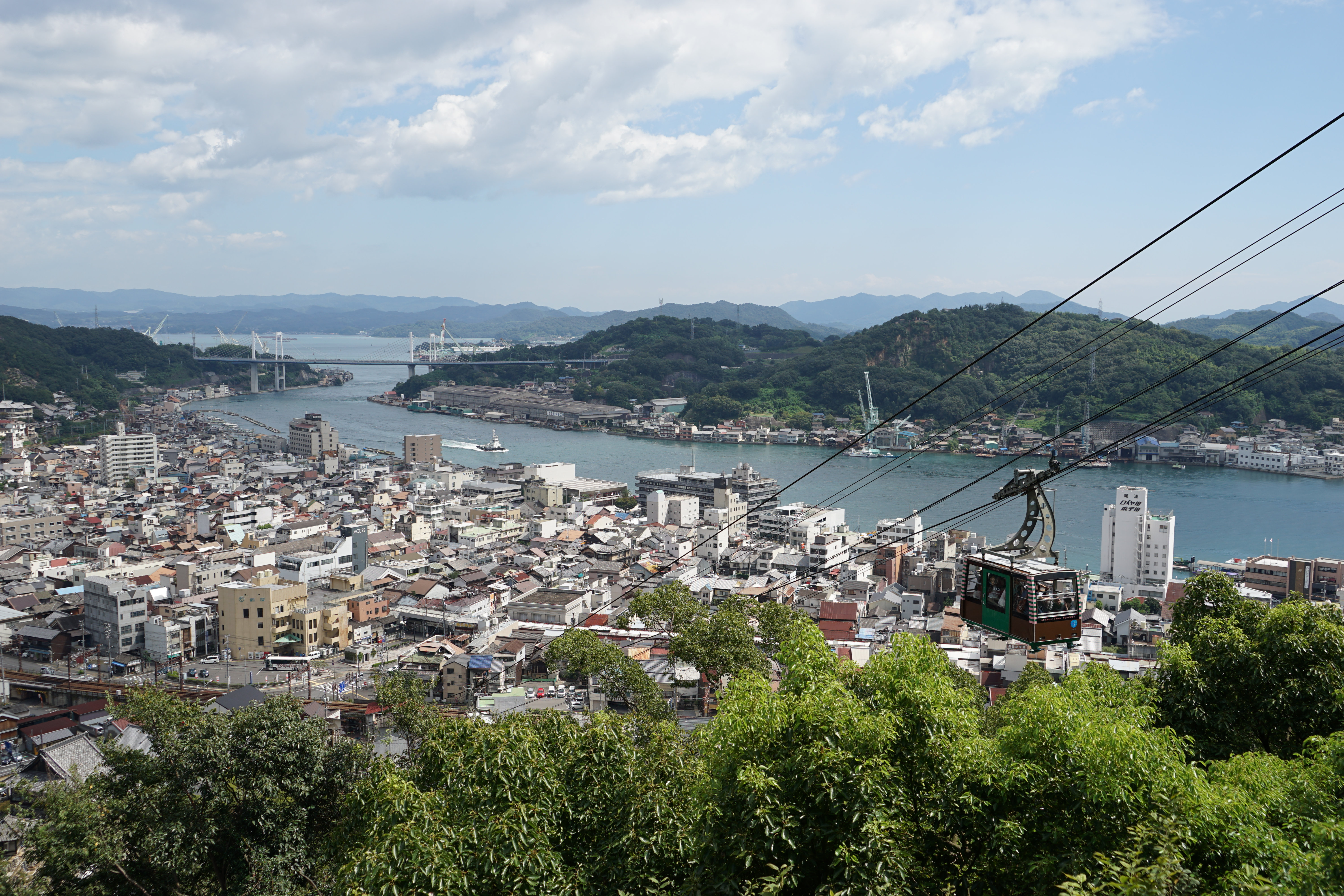
境内より尾道市街と尾道水道を望む

千光寺（せんこうじ）は、広島県尾道市東土堂町の千光寺公園内にある、仏教真言宗系の単立寺院。山号は大宝山（たいほうざん）。本尊は千手観音。中国三十三観音第十番札所、山陽花の寺二十四か寺第二十番札所である。
境内からは尾道の市街地と瀬戸内海の尾道水道、向島等が一望でき、ここから取られた写真がよく観光案内などに使用されている。山名は寺号から千光寺山とも呼ばれ、愛宕山、瑠璃山とともに「尾道三山」と称される。
御詠歌：みなひとの 衣のうらの たまわそも 仏ともなる 宝なるらむ

## 歴史
寺伝によれば大同元年（806年）に創建され、源満仲（多田満仲）によって再興。戦国時代には備後国御調郡木梨村木梨城主の杉原元恒がこの地に出城を築いている。

## 境内
- 本堂
- 大師堂
- 客殿
- 護摩堂
- 三十三観音堂
- 大仙堂
- 毘沙門堂
- 鐘楼

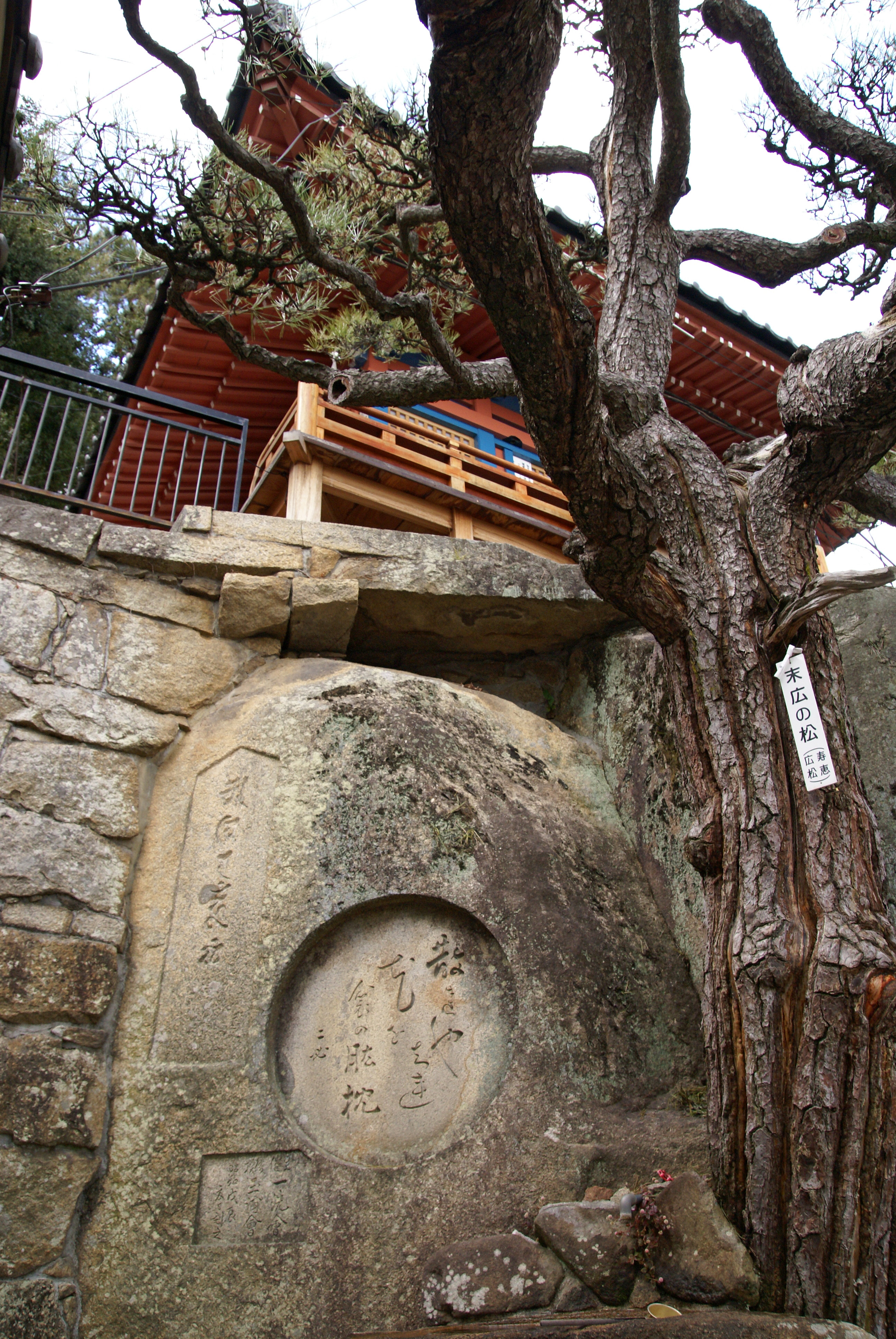
撫松庵・磐石の庭
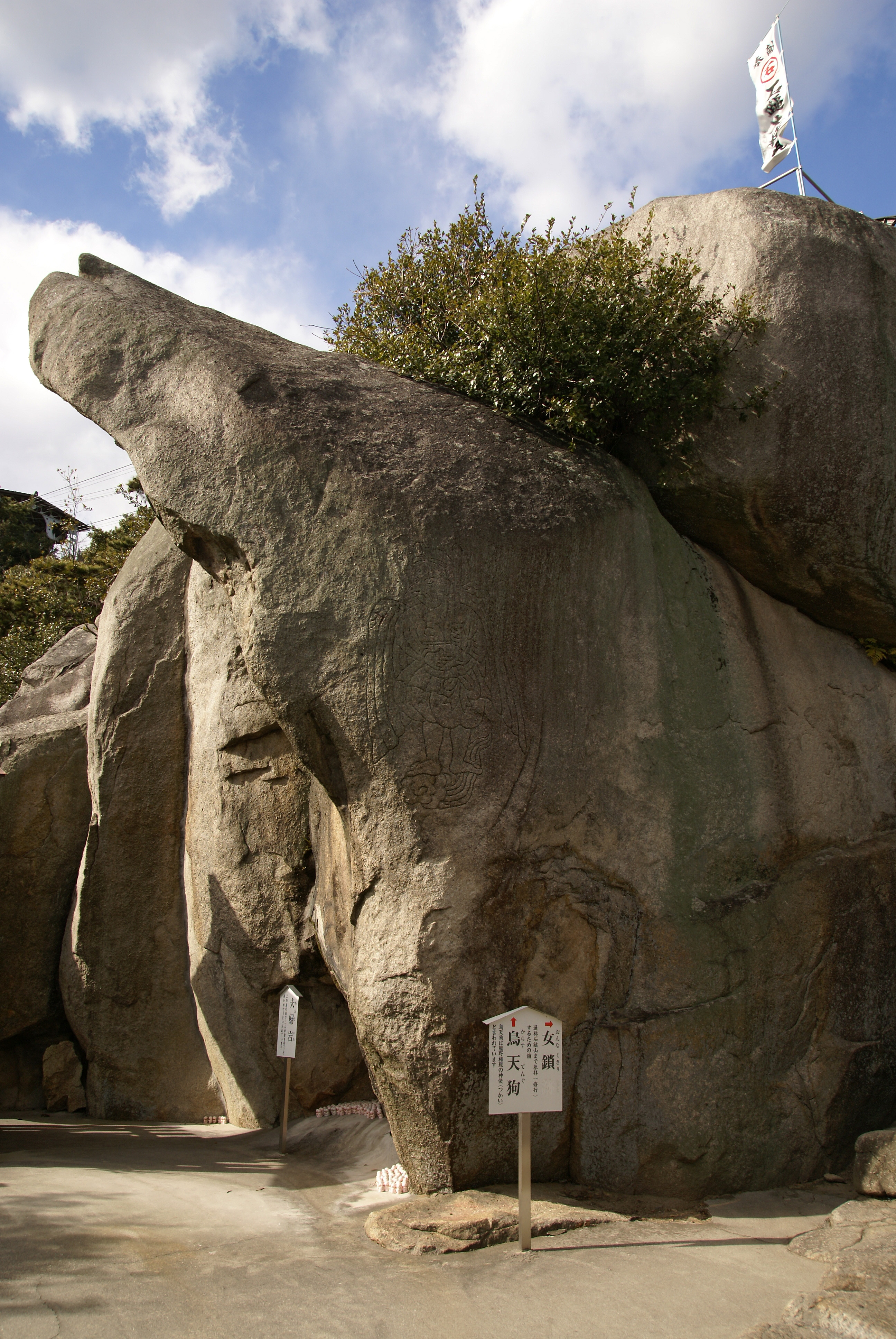
くさり山
- 玉の岩
- 鏡岩
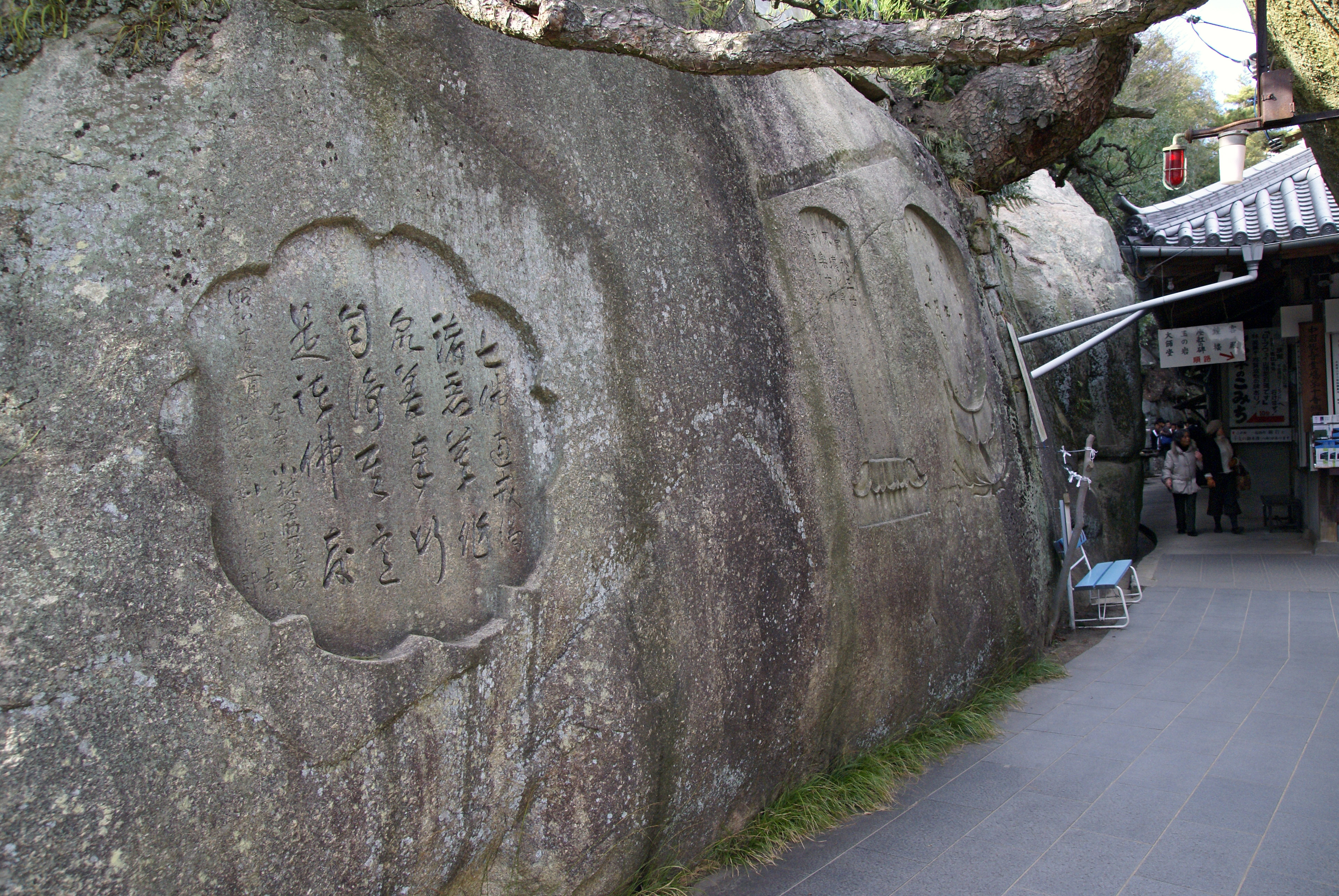
梵字岩
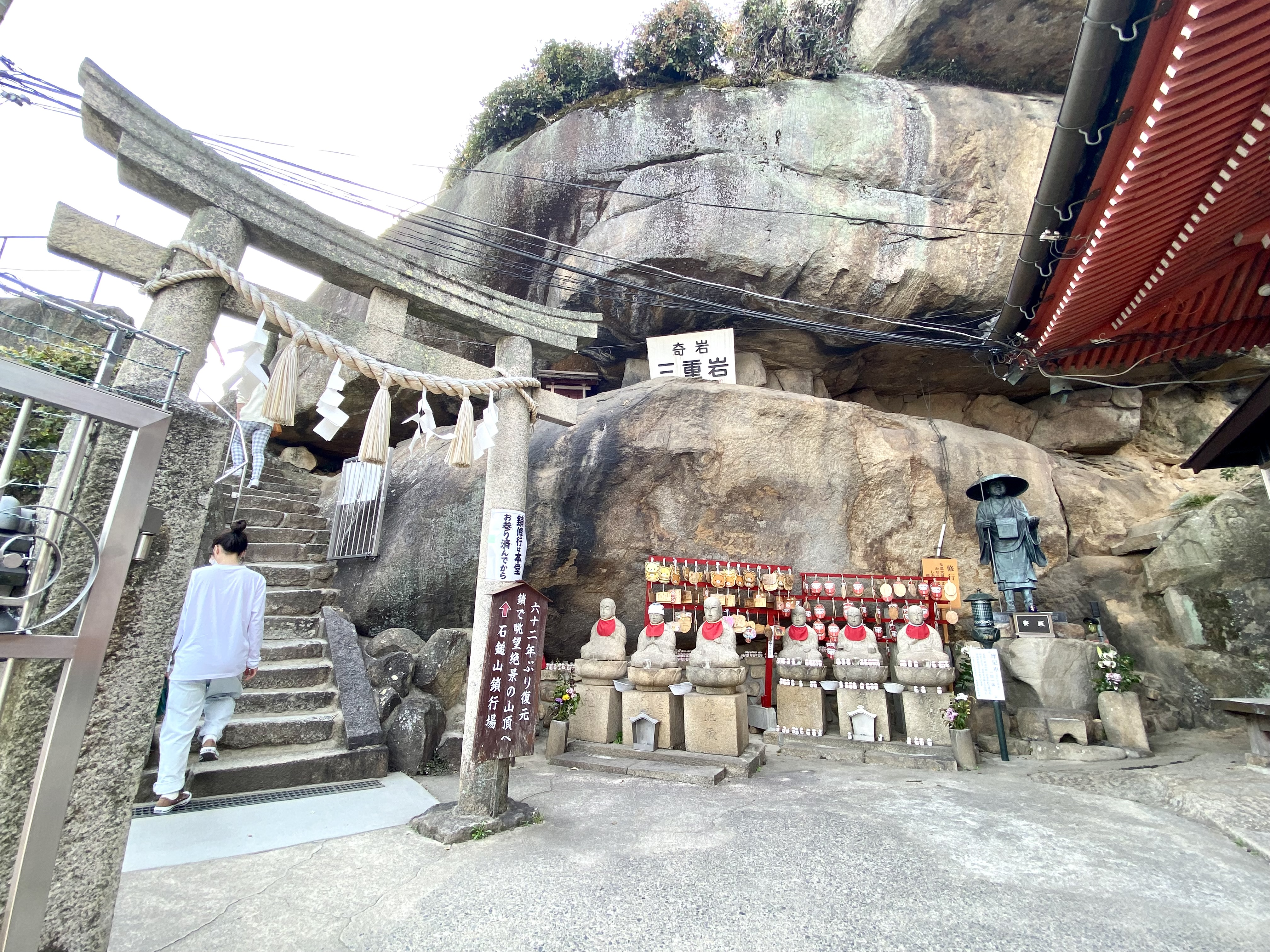
三重岩
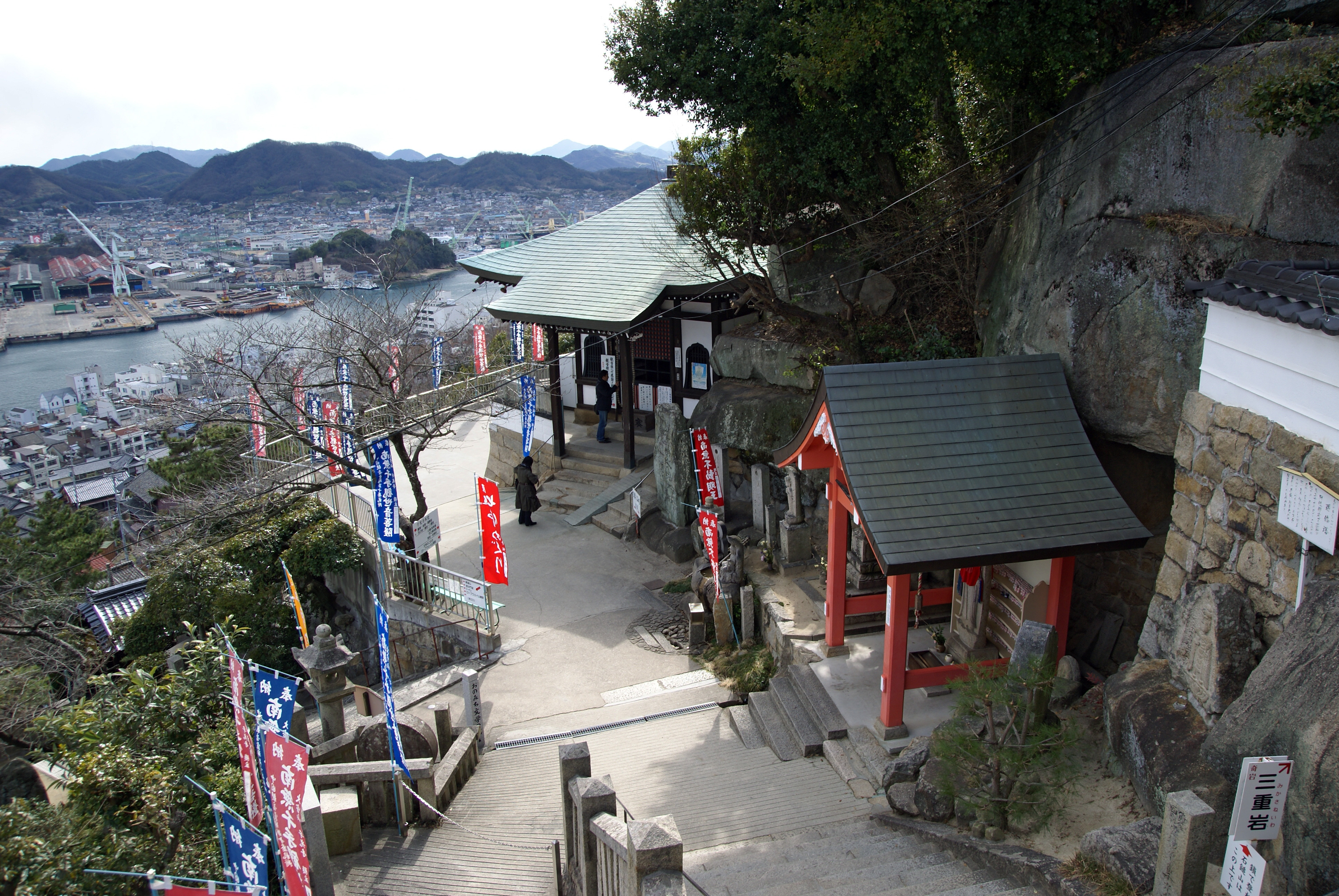
大仙堂、三十三観音堂
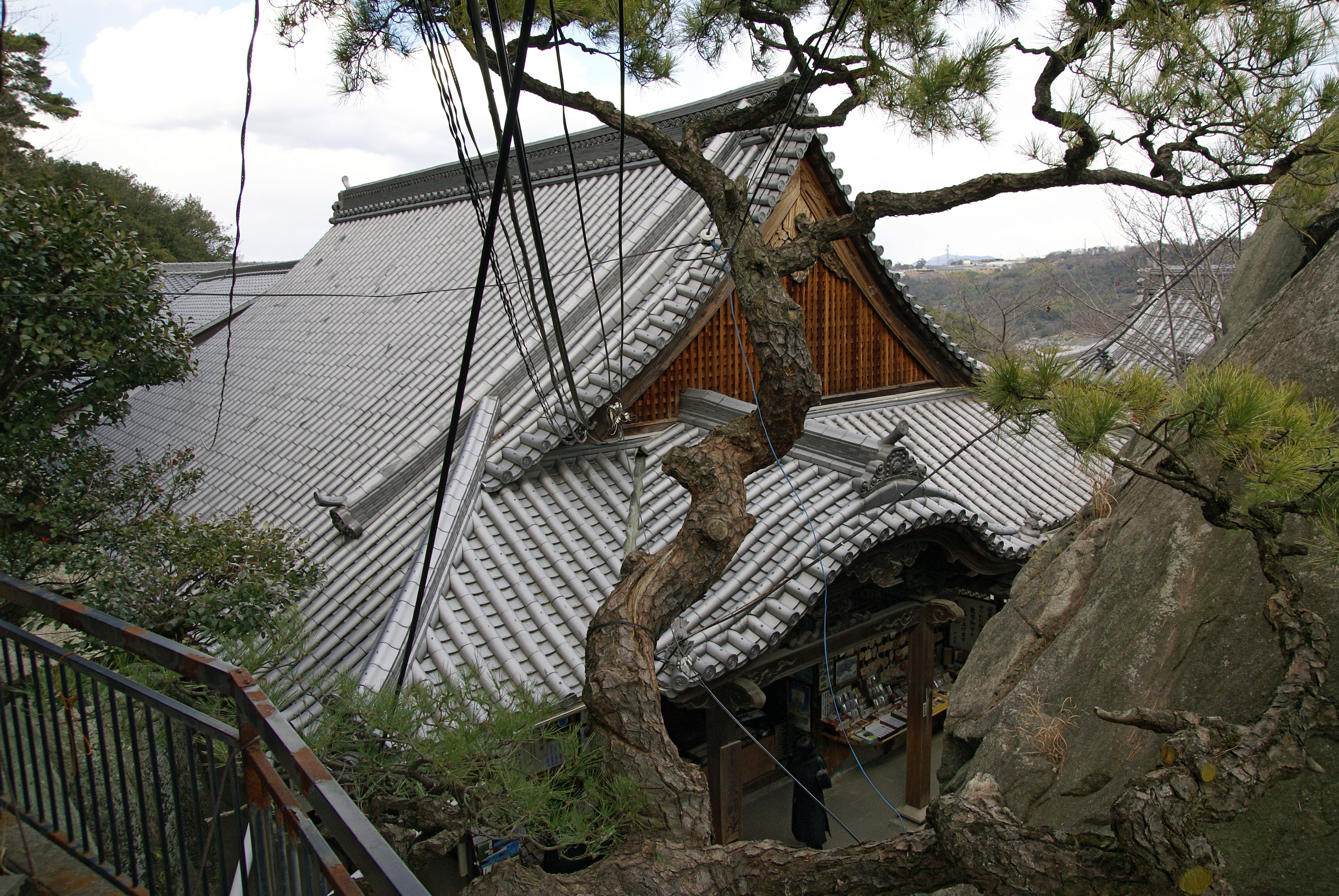
大師堂
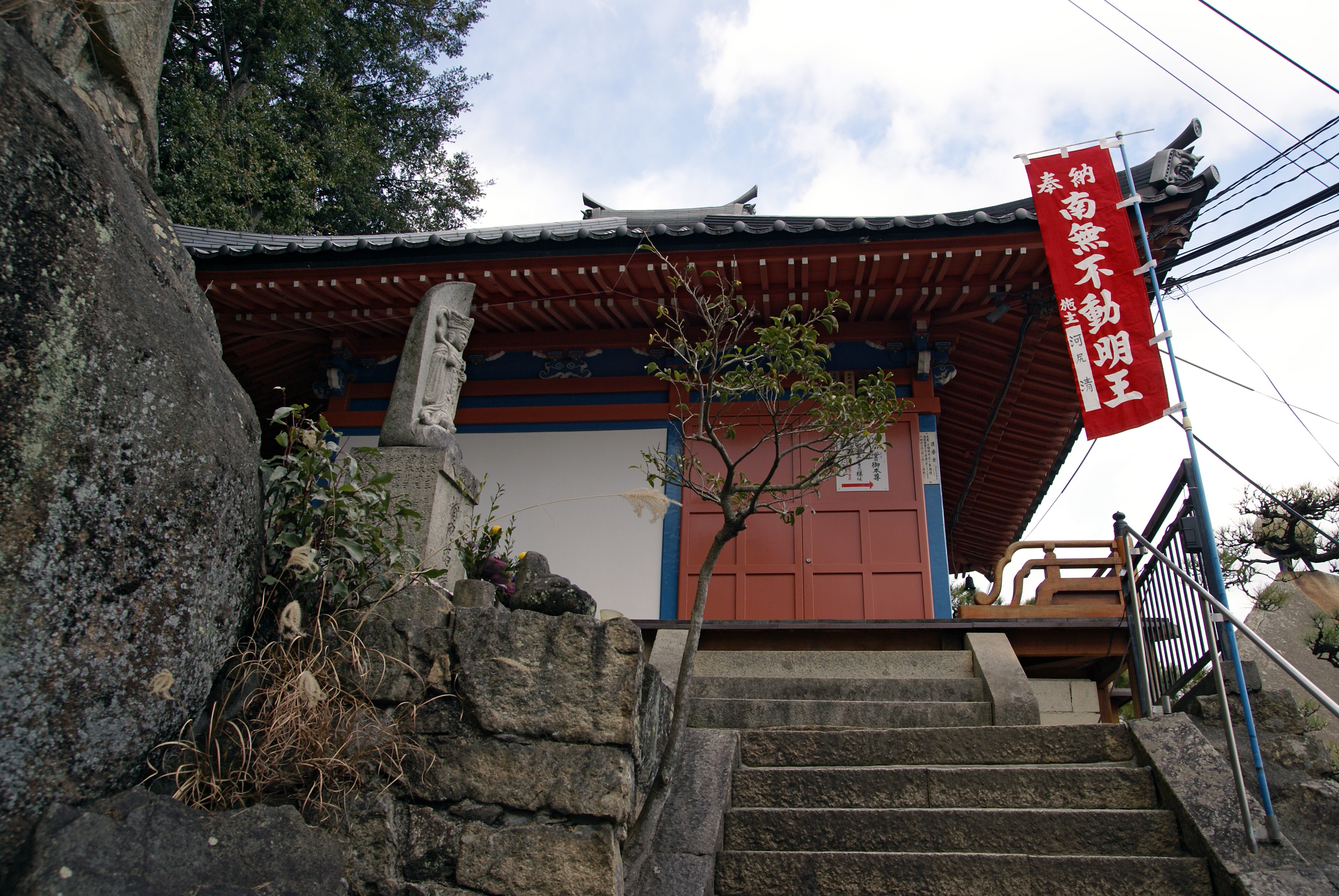
護摩堂
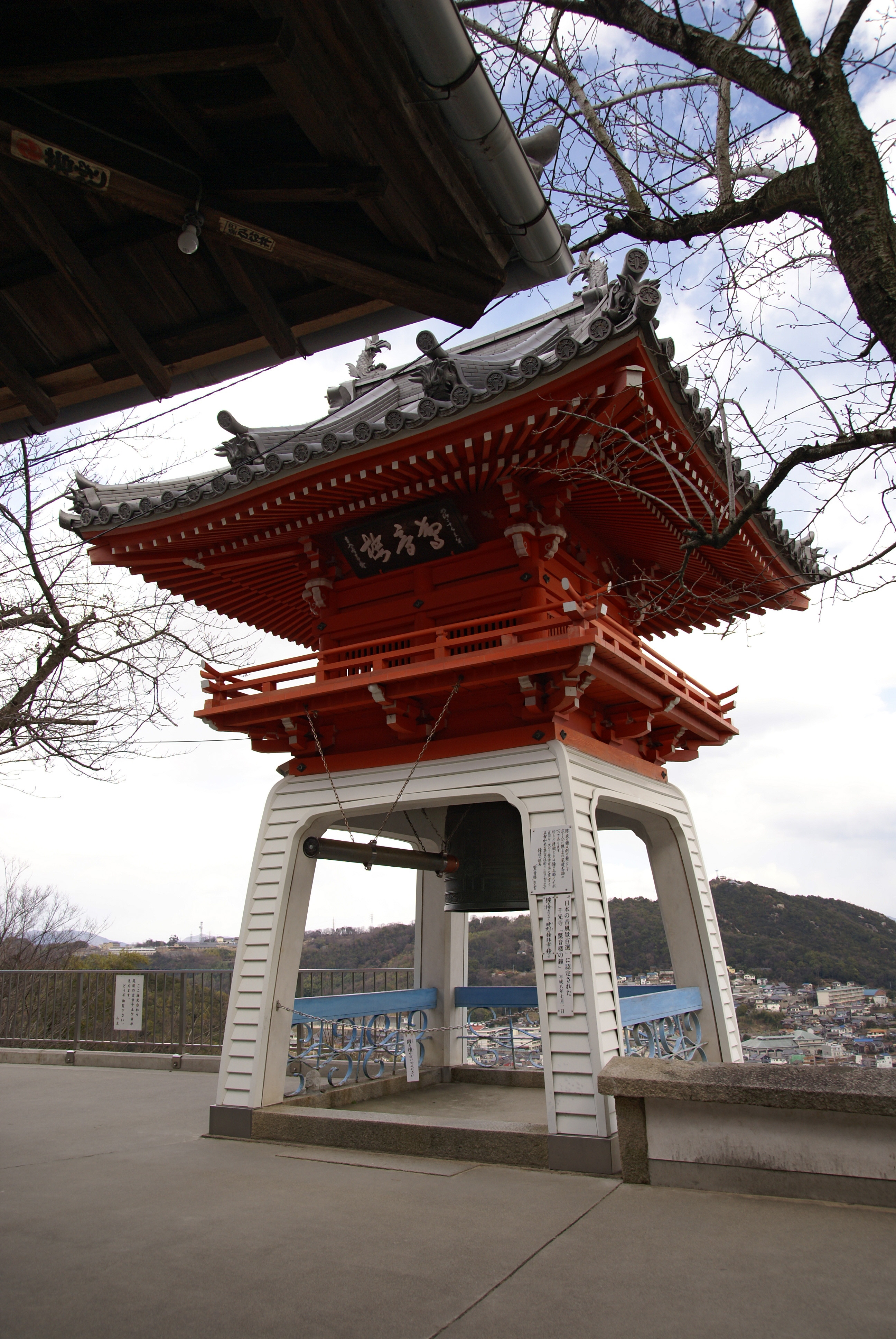
鐘楼
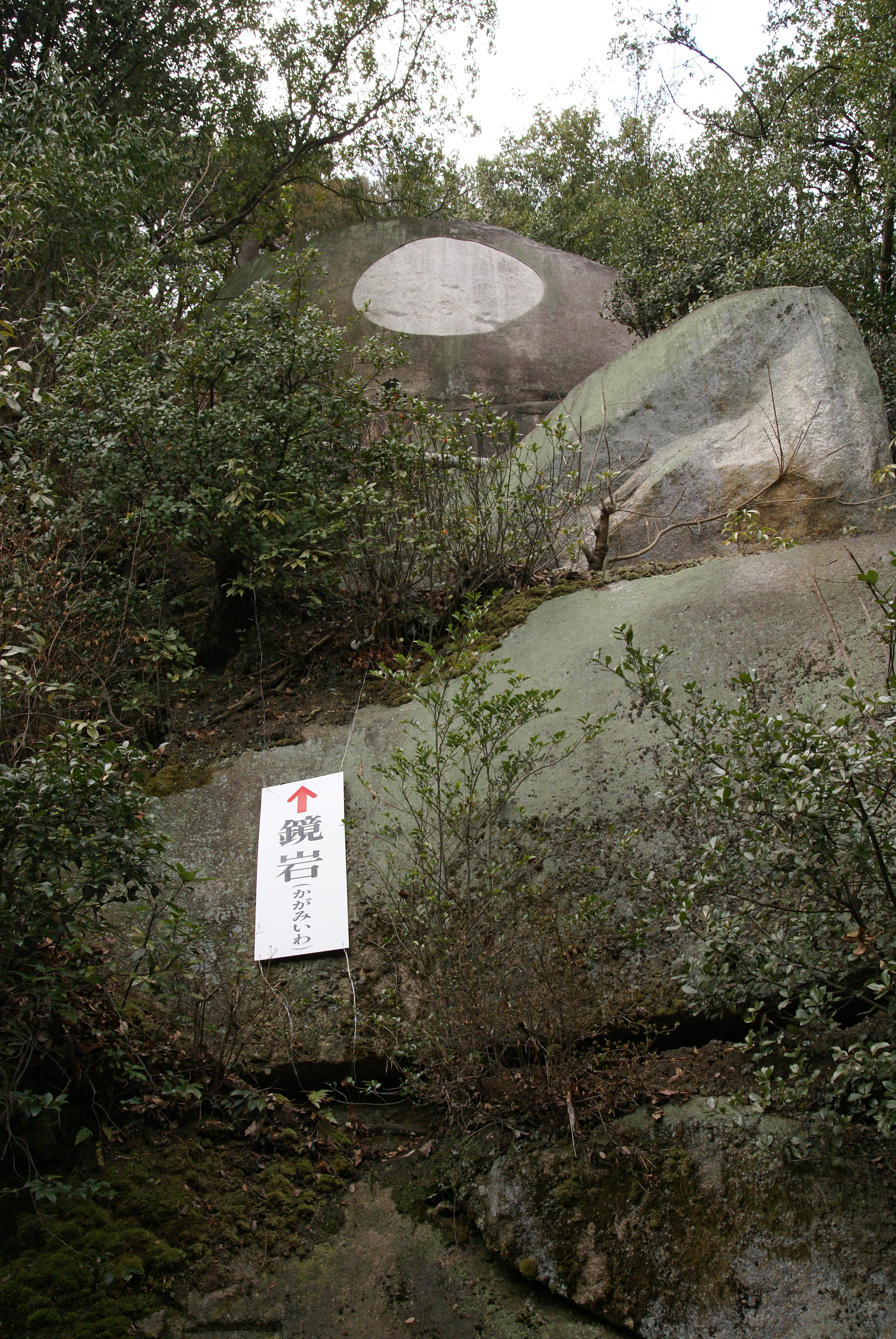
鏡岩
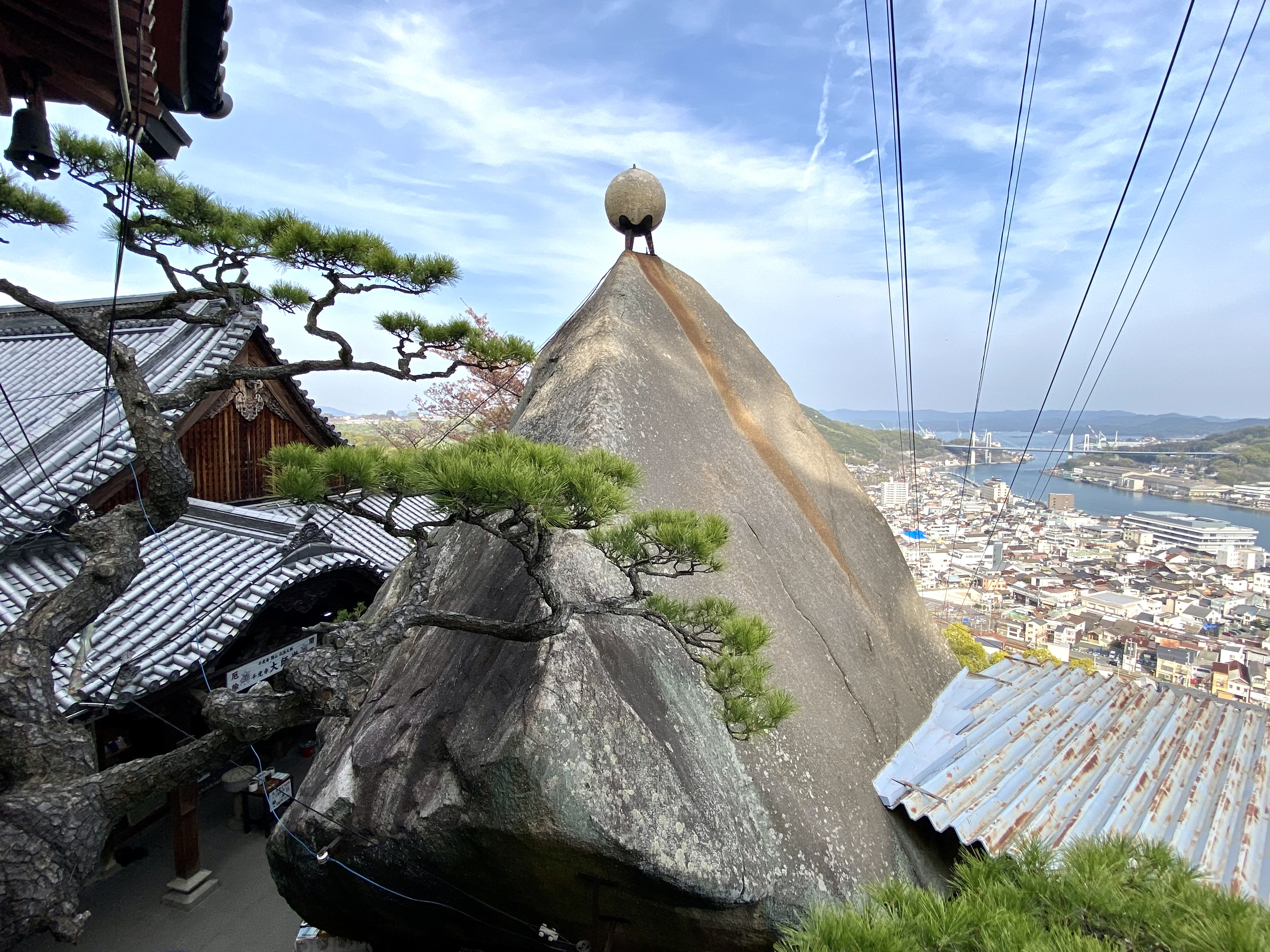
烏帽子岩(玉の岩)
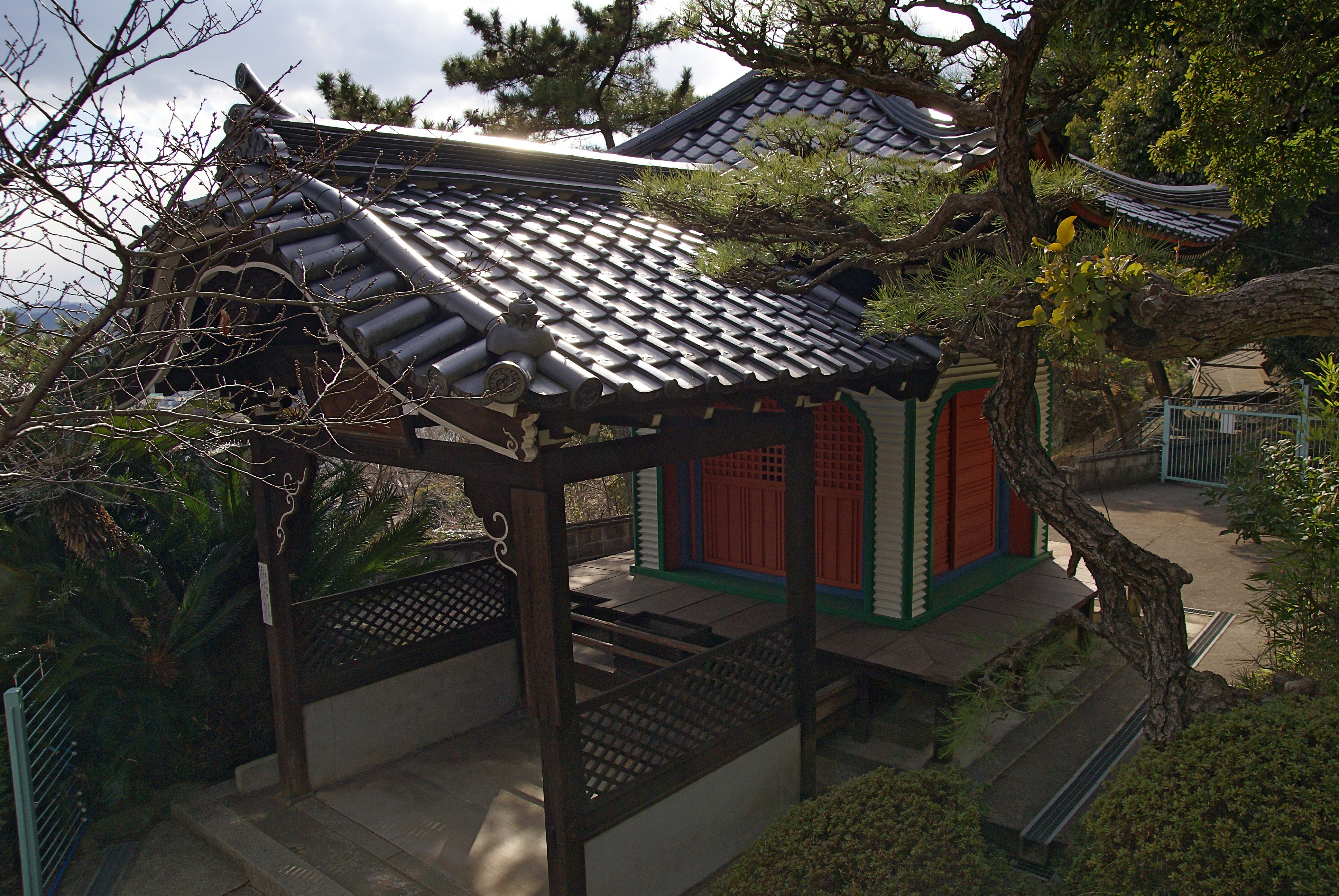
毘沙門堂
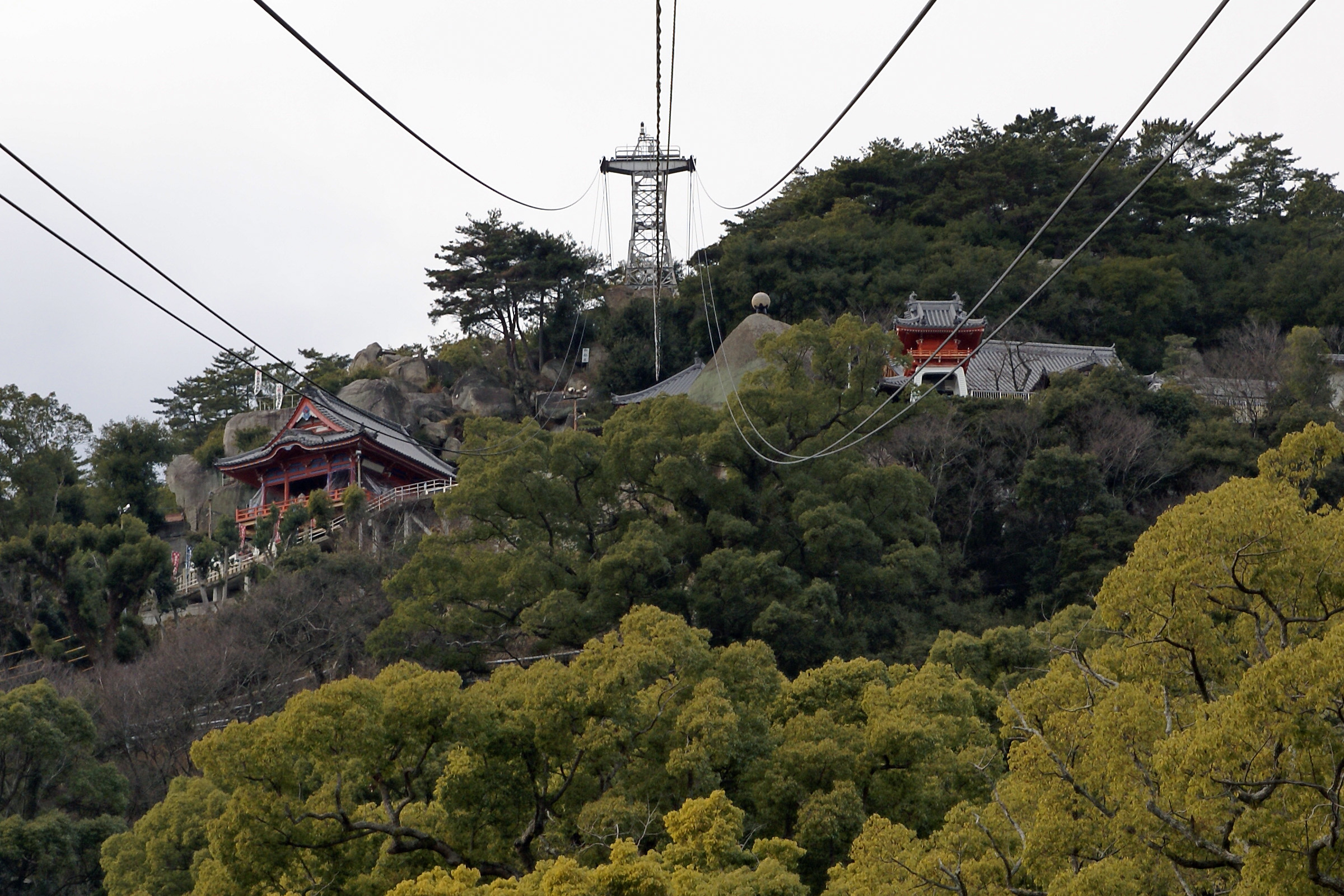
中腹にある伽藍

- 岩割松
- 鼓岩
- 千畳敷・八畳岩

- 末広の松
- くさり山、烏天狗
- 梵字岩
- 三重岩
- 大仙堂、三十三観音堂
- 大師堂
- 護摩堂
- 鐘楼
- 鏡岩
- 烏帽子岩(玉の岩)
- 毘沙門堂
- 中腹にある伽藍

## 文学と千光寺
千光寺公園から当寺へ下る道を「文学のこみち」として整備されている。中腹にはおのみち文学の館が整備されており、麓から千光寺に至る登山道にて見学することができる。千光寺へ登る階段部分に、足形みちの足形が展示されている。
岡山県倉敷市に疎開していた横溝正史が、『獄門島』の舞台の一つとして「千光寺」の名前を登場させているが、当寺ではなく、これは倉敷の千光寺を指している。

## 所在地・交通アクセス
〒722-0033 広島県尾道市東土堂町15-1
- JR西日本山陽本線尾道駅から車で15分
- JR西日本山陽本線尾道駅から徒歩20分で千光寺山ロープウェイ山麓駅、3分で山上

## 隣の札所
中国三十三観音霊場
特別霊場 西國寺 -- 10 千光寺 -- 11 向上寺
山陽花の寺二十四か寺
19 西國寺 -- 20 千光寺 -- 21 佛通寺

## 近隣情報
- 尾道市立美術館

## その他
境内にある玉の岩には昔、光る岩があったとされる玉の岩伝説がある。
鼓岩（ポンポン岩）は、NHK連続テレビ小説『てっぱん』では、オープニングのシーンに出てくる大きな岩として撮影された。
1976年、台風17号による集中豪雨で千光寺のある山の西側斜面が崩壊。発生した土石流が下流の民家が押し流して死者が出た。